# Fergusonina goolsbyi
Fergusonina goolsbyi is een vliegensoort uit de familie van de Fergusoninidae. De wetenschappelijke naam van de soort werd voor het eerst geldig gepubliceerd in 2004 door Taylor.